# Joan XI d'Alexandria
Joan XI fou el 89è Papa d'Alexandria i Patriarca de la Seu de Sant Marc entre 1427 i 1452. Abans de la seva entronització com a papa, el seu nom era Farag. Després de la seva entronització fou conegut com Yuanis el-Maksi perquè era oriünd del districte cairota d'el-Maksa.
Fou contemporani dels sultans burjites d'Egipte Barsbay, al-Aziz Jamal-ad-Din Yusuf, Az-Zahir Sayf-ad-Din Jaqmaq i Al-Mansur Uthman. Durant el seu papat, els coptes afrontaren moltes dificultats que els reis d'Etiòpia amenaçaven als mamelucs burjites de tallar el flux del Nil en resposta a seva persecució dels cristians. A Joan XI se li va prohibir comunicar-se amb els reis d'Etiòpia i Núbia sense el permís i el coneixement dels sultans.
Joan XI fou entronitzat el 16 de pashons, 1143 AM (11 de maig de 1427 dC). Ocupà el tron de Sant Marc durant 24 anys, 11 mesos i 23 dies. Va partir el 9 de pashons, 1168 AM (4 de maig de 1452). Fou enterrat a la tomba del monestir d'el-Khandak. El tron papal romangué vacant durant 4 mesos i 6 dies després de la seva marxa .